# Phaolô Đổng Quan Hóa
Phaolô Đổng Quan Hóa hay còn gọi là Đổng Quán Hoa (sinh 1958; phiên âm tiếng Anh: Paul Dong Guanhua) là một linh mục Công giáo người Chánh Định, tỉnh Hà Bắc, Trung Quốc. Ngày 11 tháng 9 năm 2016, ông đã "công bố" mình là giám mục bằng cách mặc phẩm phục giám mục. Trước đó, ông sắp xếp để được phong chức giám mục bởi giám mục Casimirô Vương Mịch Lục, nguyên giám mục giáo phận Thiên Thủy. Tuy nhiên, ông này khẳng định mà đã được mật phong trước đó 11 năm, tức khoảng năm 2005. Một vài nguồn tin cũng xác nhận việc mật phong này là đúng. Sau đó, ông cũng đã truyền chức cho một linh mục khác làm giám mục là "giám mục" Zhang Guoqing. Chức giám mục của ông không được chính quyền Trung Quốc và cả Giáo hội Công giáo Rôma công nhận. Tòa Thánh Vatican ra thông báo phạt vạ tuyệt thông tiền kết linh mục Phaolô Đổng Quan Hóa theo Điều 1382 của Bộ Giáo luật vì chịu chức giám mục mà không có sự cho phép của Giáo hoàng.